# Die drei Dialektiker
Die drei Dialektiker war ein Kabarettisten-Trio. Es wurde ausschließlich für die Sendung Ein Kessel Buntes im Fernsehen der DDR zusammengestellt. Seine Mitglieder waren Horst Köbbert (Rostock), Lutz Stückrath (Berlin) und Manfred Uhlig (Leipzig).

## Name
Der Name steht für die drei unterschiedlichen Dialekte der Protagonisten. Der Kabarettist Manfred Uhlig sächselt, der Sänger Horst Köbbert spricht Ostseedialekt und Komiker Lutz Stückrath berlinert. Gleichzeitig ist er eine Anspielung an die im Ostblock vorherrschende Weltanschauung Dialektischer Materialismus, mit ihren drei Protagonisten Marx, Engels und Lenin.

## Programm
Die drei Dialektiker führten – entsprechend dem ersten Konzept der Sendereihe – von 1972 bis Sommer 1977 als Gastgeber (Moderatoren) durch die ersten 28 Folgen des Kessel Buntes. Im Sinne eines klassischen Varieté-Nummernprogramms traten sie als verbindendes Element zwischen den Darbietungen anderer Künstler auf. Anders als bei heutigen Moderationen gehörten allerdings die An- und Absagen der auftretenden Künstler eher zu den „Nebenaufgaben“ der drei Dialektiker und wurden des Öfteren auch von einem Off-Sprecher übernommen oder mit Nummerngirls auch ohne Ansage gestaltet. Die drei Dialektiker präsentierten vielmehr kurze Sketch- und Spielszenen mit gesellschafts- und tagespolitischem Hintergrund. Themen waren unter anderem die Versorgung der Menschen in der DDR, die Reichsbahn und das Fernsehen selbst, aber auch die X. Weltfestspiele oder die internationale Anerkennung der DDR. Die Szenen wandten sich mehr an die „breite Masse“, denn an das intellektuelle Publikum. Von letzterem wurde das Trio deswegen häufig belächelt und – in Anlehnung an einen Text von Lothar Kusche – als „Die drei Diabetiker“ bezeichnet. Dennoch waren Die drei Dialektiker in der DDR sehr bekannt und erfreuten sich überwiegend großer Beliebtheit. Verkannt wurde von diesem Teil des Publikums allerdings, was Manfred Uhlig in seinen Erinnerungen über die Texte offenbarte: „Die ersten vier Folgen waren Spitze, bei der fünften ließ es nach, bei der sechsten schwächelte es, und nach der siebenten ging nach und nach der Ofen aus“.
Die drei Dialektiker stellten – mit anderer Besetzung und in Teilen verändertem Konzept – eine Fortführung der „Drei Mikrofonisten“ aus der Sendereihe Da lacht der Bär (DFF 1956 bis 1965) dar, die als einer der „Vorfahren“ des Kessel Buntes angesehen wird. Ihre Zusammensetzung sollte einen „kleinen Querschnitt“ der DDR-Bevölkerung symbolisieren: Einer aus dem Norden, einer aus der Hauptstadt und damit aus der Mitte und einer aus dem Süden der Republik.
Zum Ende der 1970er Jahre fand eine konzeptionelle Überarbeitung des Kessel Buntes statt. Das neue Konzept war eine „Modernisierung“ der Sendereihe und fand ab der 29. Folge (September 1977) Anwendung. Ab dieser führten ständig wechselnde Moderatoren – meist bekannte Fernsehkünstler oder Künstlerpaare der DDR – statt der Drei Dialektiker – durch das Programm.
Neben ihren Auftritten im Kessel Buntes waren die Mitglieder der Drei Dialektiker überwiegend in anderen Formationen oder solo für Bühne, Film, Fernsehen oder den Rundfunk tätig: So zum Beispiel Manfred Uhlig in der Leipziger Pfeffermühle oder in der Sendung Alte Liebe rostet nicht (Radio DDR I), Horst Köbbert in Klock 8, achtern Strom (DDR-Fernsehen) und Lutz Stückrath als Ensemblemitglied des Berliner Kabaretts Die Distel.